# Anton Giulio Brignole Sale
Der Marchese Anton Giulio Brignole Sale (* 23. Juni 1605 in Genua; † 20. März 1662 ebendort) war ein italienischer Geistlicher, Schriftsteller und Diplomat im Dienste der Republik Genua.

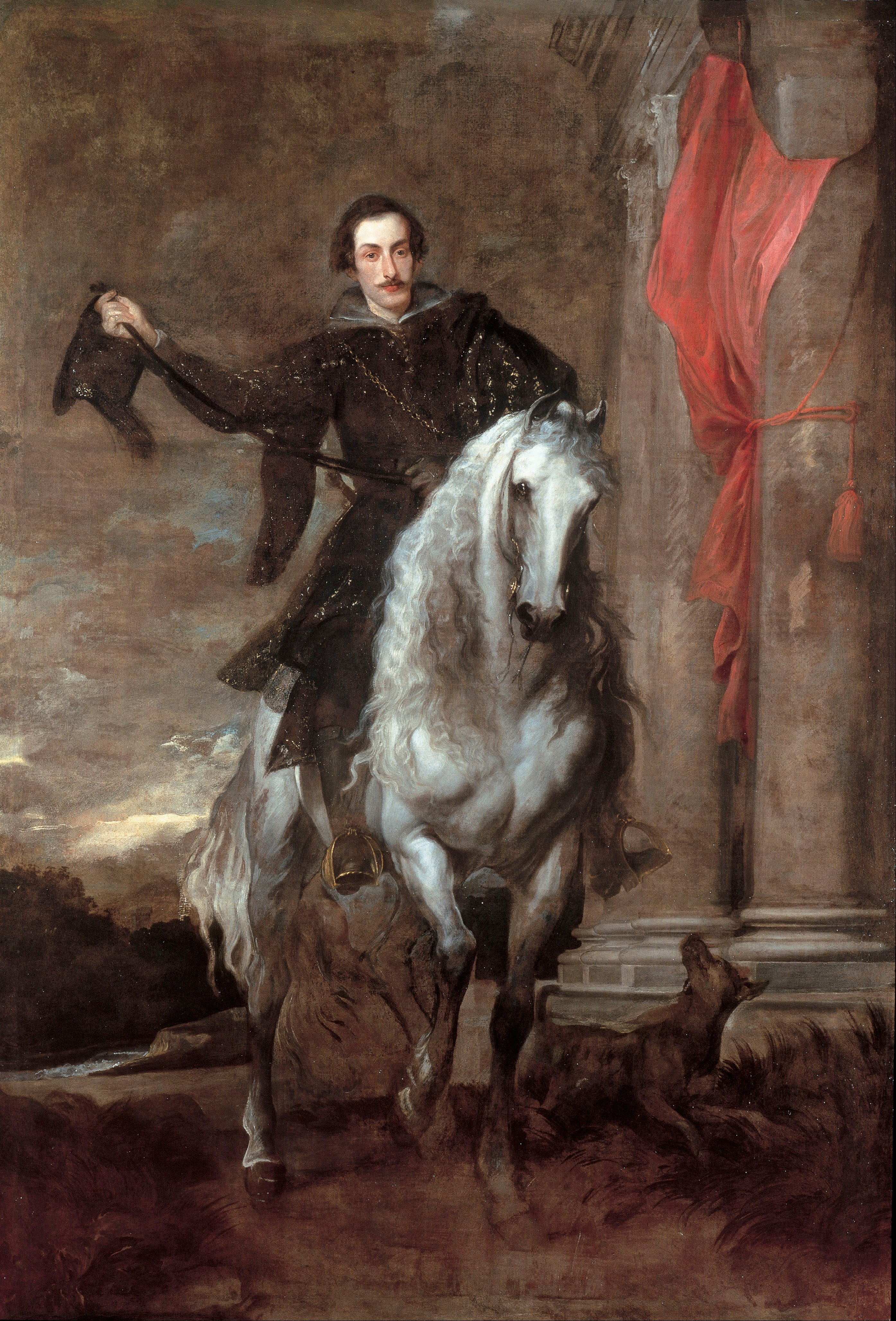
Van Dyck, Reiterporträt von Anton Giulio Brignole Sale, 1627

## Leben

Wappen der Familie Brignole

Er ist als Autor von Satiren und Theaterstücken sowie von biografischen Romanen und religiösen und hagiographischen Schriften bekannt.
Er war, wenn auch nur für sechs Monate, Senator der Republik Genua und als Botschafter von 1644 bis 1646 in Spanien diplomatisch tätig. Nach dem frühen Tod seiner Frau Paolina Adorno im Jahr 1647 beschloss er sich aus dem öffentlichen Leben zurückzuziehen, seine Gelübde abzulegen und später in die Gesellschaft Jesu einzutreten.
Als Sohn eines zukünftigen Dogen (sein Vater, Giovanni Francesco Brignole Sale, hatte das Amt von 1635 bis 1637 inne), gehörte er zu einer der einflussreichsten Familien Genuas. Seine Söhne gaben den Palazzo Ridolfo e Giovanni Francesco Brignole Sale (Palazzo Rosso) in Auftrag. Die Familie Brignole stammte ursprünglich aus dem Hinterland von Rapallo und war zunächst in der Seidenbranche tätig. Später tätigten sie Finanzgeschäfte, die sie zwischen dem 16. und 17. Jahrhundert in führende Positionen innerhalb der genuesischen Oligarchie brachten. Seine Mutter, Geronima, gehörte zur Familie Sale und war die einzige Tochter des wohlhabenden Giulio Sale, Marquese von Groppoli. Anton Giulio erbte den Adelstitel und das Familienlehen direkt von seinem Großvater mütterlicherseits, ebenso wie den Stadtpalast und die Villa in Albaro, dem damaligen Vorort und heutigen Stadtteil von Genua, den er in Le instabilità dell’ingegno beschreibt.
Als Literat gehörte Brignole Sale der genuesischen Barockschule an und ließ sich als Vertreter der Republik Genua, die sich damals auf dem Höhepunkt ihres Ruhmes befand, von Van Dyck in einem später berühmt gewordenen Gemälde porträtieren, das sich heute im Palazzo Rosso befindet: das Reiterporträt von Anton Giulio Brignole-Sale, auf dem er in einem schwarzen Anzug im spanischen Stil auf einem weißen Pferd zwischen scharlachrot drapierten Säulen zu sehen ist.
In Bezug auf Kultur und Prestige gilt er als eine der größten Persönlichkeiten des siglo de oro de los Genoveses, des goldenen Jahrhunderts der Genueser. Der Historiker Federico Donaver beschreibt ihn in seinem Werk Le vie di Genova als einen gelehrten und wortgewandten Prediger und weisen Lehrer in den Schulen (der Jesuiten). Seine Heimatstadt benannte eine Schule auf der Piazza Leopardi in Albaro nach ihm.
Es wird davon ausgegangen, dass er sich die Literatur zu eigen machte, um das Scheitern des Projekts zu verdeutlichen, das die Jugend der Republik als neuen Mittelpunkt der Macht haben wollte. Seine auffälligste Geste in diesem Sinne war im Jahr 1649 der Verzicht auf die Senatorentoga um das Priesteramt anzunehmen, zunächst bei den städtischen Missionaren von Kardinal Stefano Durazzo und dann 1652 durch den Eintritt bei den Jesuiten.
Einigen Biographen zufolge reifte der Entschluss von Brignole Sale ein Gelübde abzulegen während einer turbulenten Schiffsreise von Spanien nach Genua, als die Galeere vor der Küste von Algier von Piraten verfolgt wurde. Diese Episode ist nicht sehr glaubwürdig, da seine Frau zu dieser Zeit noch lebte, und wird in L’eroina intrepida erzählt, einer Biografie von Aurelia Spinola von ihrer Geburt im Jahr 1620 bis zu ihrem Tod im Jahr 1670, die der zeitgenössische Schriftsteller Francesco Fulvio Frugoni veröffentlichte, als Brignole Sale bereits einige Jahre tot war.

## Werke
Brignole Sale war Autor religiöser Texte, darunter eine fiktive Biografie des Heiligen Alexis (die er libricciuolo nannte, die in Frankreich zweimal übersetzt und mehrfach nachgedruckt wurde), aber auch von Komödien in mehreren Sprachen – einschließlich der genuesischen – in die er, wie damals üblich, seine satirische und polemische Ader einfließen ließ.
Insbesondere in dem Werk Li comici schiavi (Die komischen Sklaven) schuf er die genuesische Figur des Caporale Berodo, eine Art angeberischer Soldat, dessen Prahlerei zum Gegenstand des Spottes wird.
Seine Hauptwerke sind:
- Le instabilità dell’ingegno divise in otto giornate (1635)
- Maria Maddalena peccatrice e convertita (1636)
- Santissimo Rosario meditato (1636)
- Carnevale (1639)
- L’Istoria spagnola (1640–1642)
- Tacito abburatato. Discorsi politici e morali. 1643 (google.it).
- La vita di Sant’Alessio descritta ed arricchita con divoti episodi (1648)

Postum veröffentlicht:
- Il geloso non geloso (1663)
- Li comici schiavi (1666)
- Gli due anelli (später I due anelli simili, 1669)
- Il fazzoletto (1683)

Die Manuskripte und die Bibliothek des Anton Giulio Brignole Sale wurden kürzlich von der Biblioteca civica Berio erworben.